# Ácido metabórico
El ácido metabórico, también llamado ácido oxoborínico, tiene la fórmula química HBO2, se forma cuando el ácido bórico se calienta por encima de 170 °C, y se deshidrata.
H3BO3 → HBO2 + H2O
La forma molecular del ácido oxibórico se conoce solamente en la fase gaseosa. Por fusión se polimeriza en largas cadenas o redes sólidas, por eso es tan relativamente alto su punto de fusión.
El ácido metabórico es un sólido blanco cristalino cúbico que sólo es ligeramente soluble en agua. El ácido metabórico se funde a unos 236 °C, y cuando se calienta por encima unos 300 °C se vuelve a deshidratar formando ácido tetrabórico o ácido pirobórico (H2B4O7):
4 HBO2 → H2B4O7 + H2O
El término ácido bórico puede a veces referirse a cualquiera de estos compuestos. Un posterior calentamiento produce trióxido de boro.
H2B4O7 → 2 B2O3 + H2O